# Bank of America Tower
Bank of America Tower je mrakodrap ve městě New York na Šesté Avenue mezi 42. a 43. ulicí naproti Bryant Parku v Midtown Manhattanu. Stavba začala v roce 2004 a dokončena byla v roce 2009. Budova je se svoji výškou 366 m osmou nejvyšší v New Yorku (hned po Empire State Building) a desátou nejvyšší ve Spojených státech. V době svého vzniku se řadila mezi nejefektivnější a nejekologičtější stavby na světě. Hlavním nájemníkem je Bank of America, podle kterého je i budova pojmenována.
Má 54 poschodí a dva vrcholy, jeden ve výšce 366 m včetně 78 m vysoké antény a druhý ve výšce 293 m s větrnou turbínou na výrobu elektrické energie. Výška střechy posledního patra je 288 m. Celková užitková plocha je 195 000 m². 51 pater zabírají kancelářské prostory. Náklady na budovu činily zhruba 1 miliardu dolarů.

## Detaily
Architektonická věž je vysoká 78 metrů a byla postavena 15. prosince 2007. Budova má 55 pater a obsahuje kancelářské prostory o velikosti 195 096 m², tři eskalátory a 52 výtahů vyrobených společností Schindler Group. Několik budov bylo zbořeno, aby mohla Bank of America Tower být vybudována. Patřil mezi ně i 13-patrový hotel Diplomat a divadlo Henryho Millera, který byl v minulosti několikrát přestavěn. Bank of America Tower je považován za celosvětový model zelené architektury v mrakodrapech.

### Environmentální vlastnosti
Konstrukce budovy je šetrná k životnímu prostředí a využívá technologie, jako je například zasklení od zdi až ke stropu, které obsahuje teplo a maximalizuje přirozené světlo. Budova oplývá systémem automatického stmívání denního světla. Tato budova je vybavena také systémem šedé vody, který zachycuje dešťovou vodu k opětovnému použití. Bank of America uvádí, že budova je z velké části vyrobena z recyklovaných a recyklovatelných materiálů. Vzduch, který vstupuje do budovy, je filtrován, jak je běžné, ale i vyčerpaný vzduch je vyčištěn. Bank of America Tower je první mrakodrap určený k dosažení licence Platinum LEED, která se zaměřuje nejpřísnější kritéria zdraví lidí a životního prostředí.
Bank of America Tower je postavena z betonu vyrobeného z strusky (vedlejší produkt vysokých pecí). Betonová směs použitá v budově je 55% cementu a 45% trusky. Použití struskového cementu snižuje škody na životním prostředí tím, že snižuje množství cementu potřebného pro stavbu, což snižuje množství skleníkových plynů způsobených oxidem uhličitým produkovaným běžným výrobním procesem cementu. Každá tuna vyrobeného běžného cementu vytváří v atmosféře asi jednu tunu oxidu uhličitého.
Izolace zasklení redukuje tepelné ztráty, snižuje spotřebu energie a zvyšuje průhlednost. Snímače oxidu uhličitého signalizují zvýšení ventilace čerstvého vzduchu, pokud jsou v budově zjištěny zvýšené hladiny oxidu uhličitého.
Funkce zachování vody v budově obsahují vodonosné pisoáry, u nichž se odhaduje, že ušetří 30 000 000 litrů vody ročně a sníží emise CO2 o 65 000 Kg ročně. Budova má 4,6 megawattovou kogenerační jednotku, která poskytuje část energetické náročnosti základního zatížení.
Při porovnání výšky budovy se používá pouze konstrukční výška podle pravidel a předpisů Světové rady vysokých budov.

## Uznání
V říjnu 2009 byla budova uvedena v televizním seriálu National Geographic Channel ve 100. epizodě MegaStructures.
V červnu 2010 byla budova oceněna Nejvyšší vysoká budova Ameriky za rok 2010 sdružením Council on Tall Buildings and Urban Habitat.

## Stavební incidenty
17. října 2007: Stavební kontejner z jeřábu, což způsobilo poškození budovy a zranilo 8 lidí na chodníku. Kontejner rozbil okna v několika podlažích a roztřískal trosky, které se táhly dolů po ulici. Lidé utrpěli pořezání a modřiny. Na místě se dočasně pozastavila stavba.
12. srpna 2008: Skleněná deska o objemu 680 kg spadla na chodník. Dva lidé utrpěli menší zranění.
17. září 2008: Ze skleněné fasády spadl panel a rozbil se o kontejner. Nikdo nebyl zraněn.

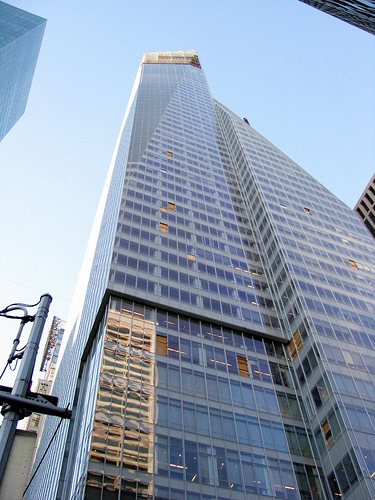
Bank of America Tower
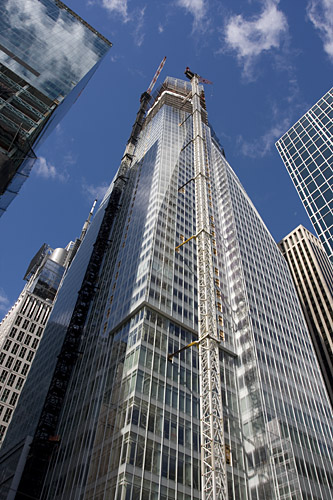
Bank of America Tower koncem r. 2007
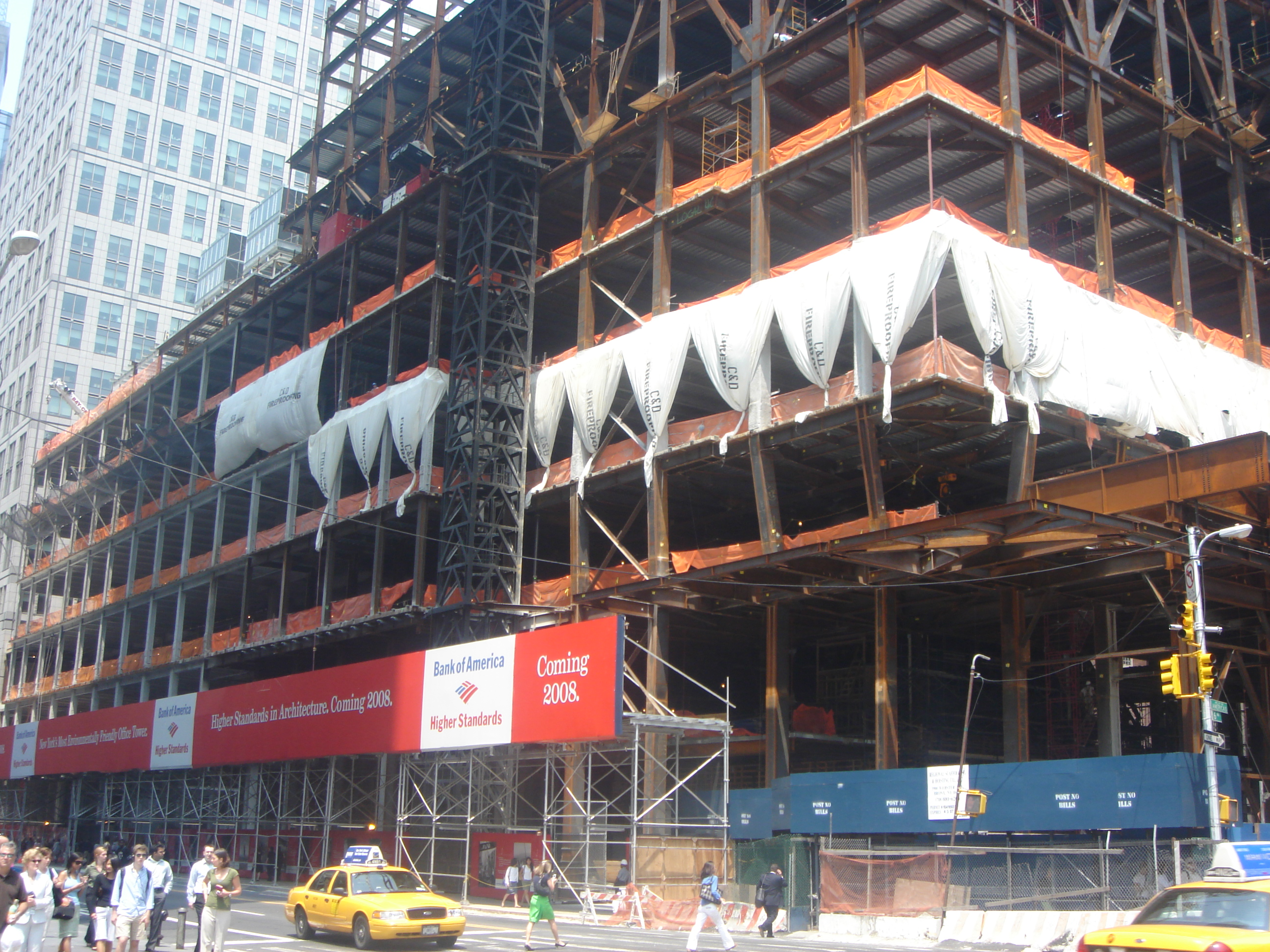
Staveniště Bank of America Tower
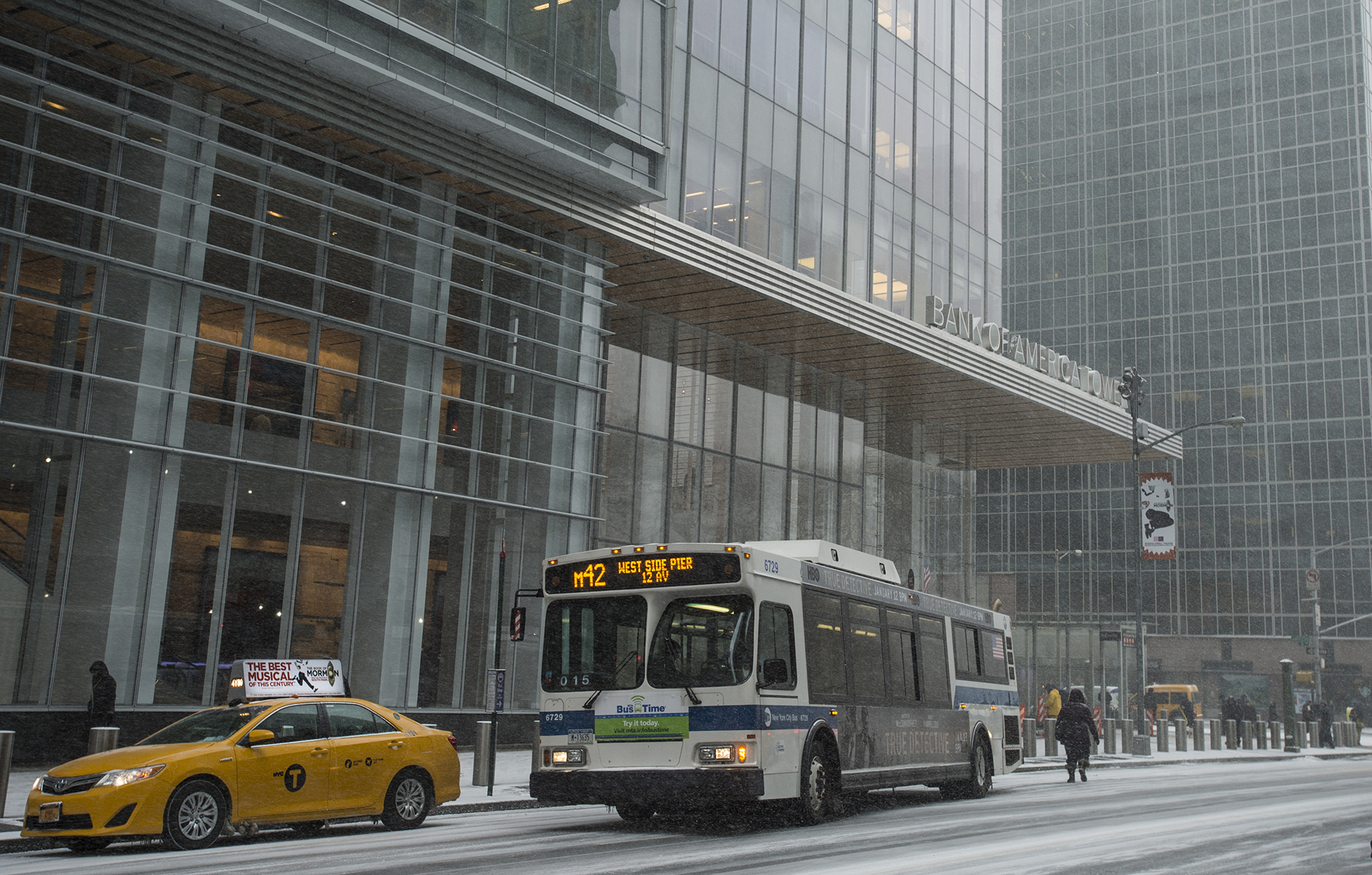
sníh před budovou Bank of America Tower v r. 2014
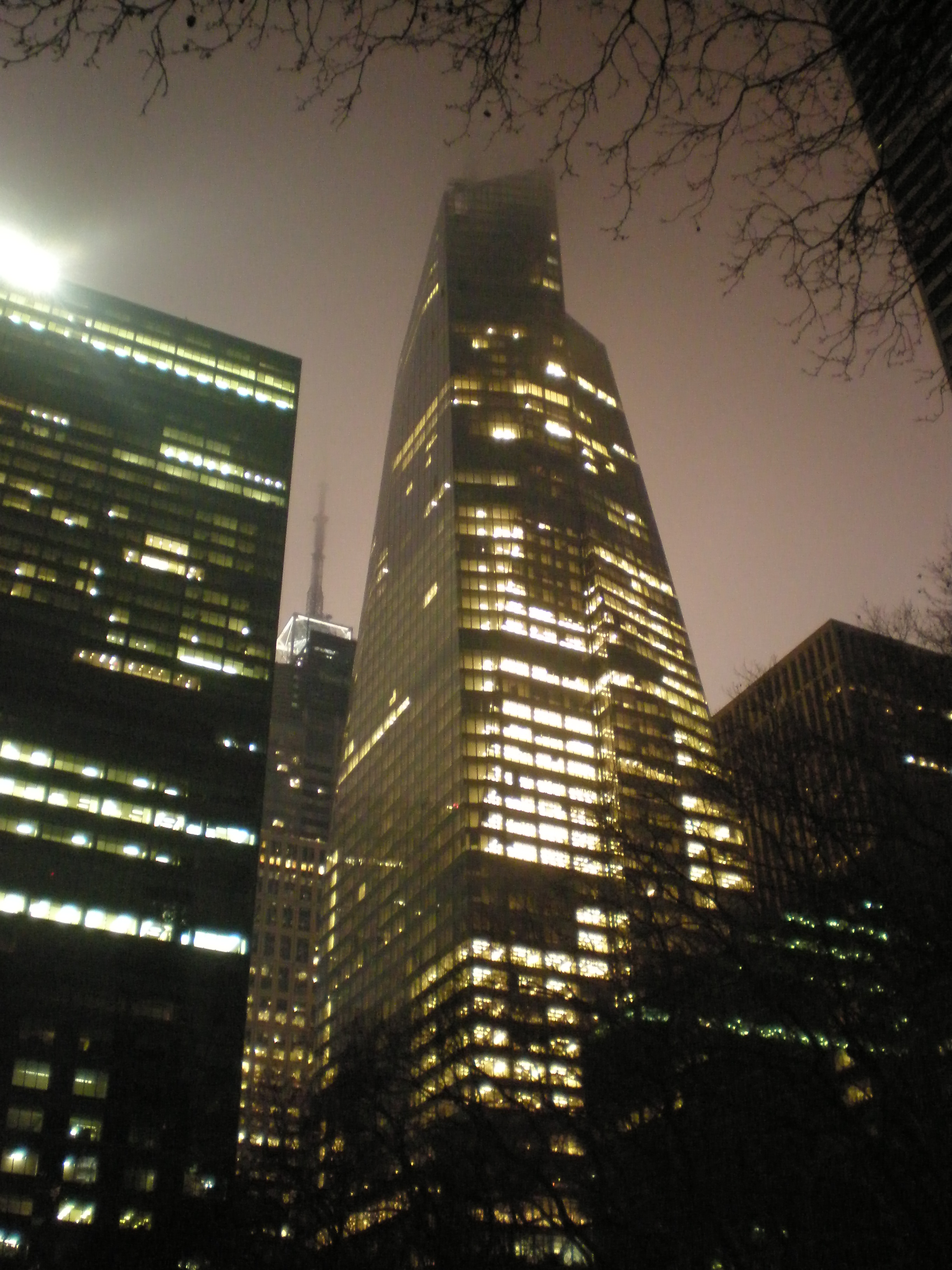
Bank of America Tower v noci
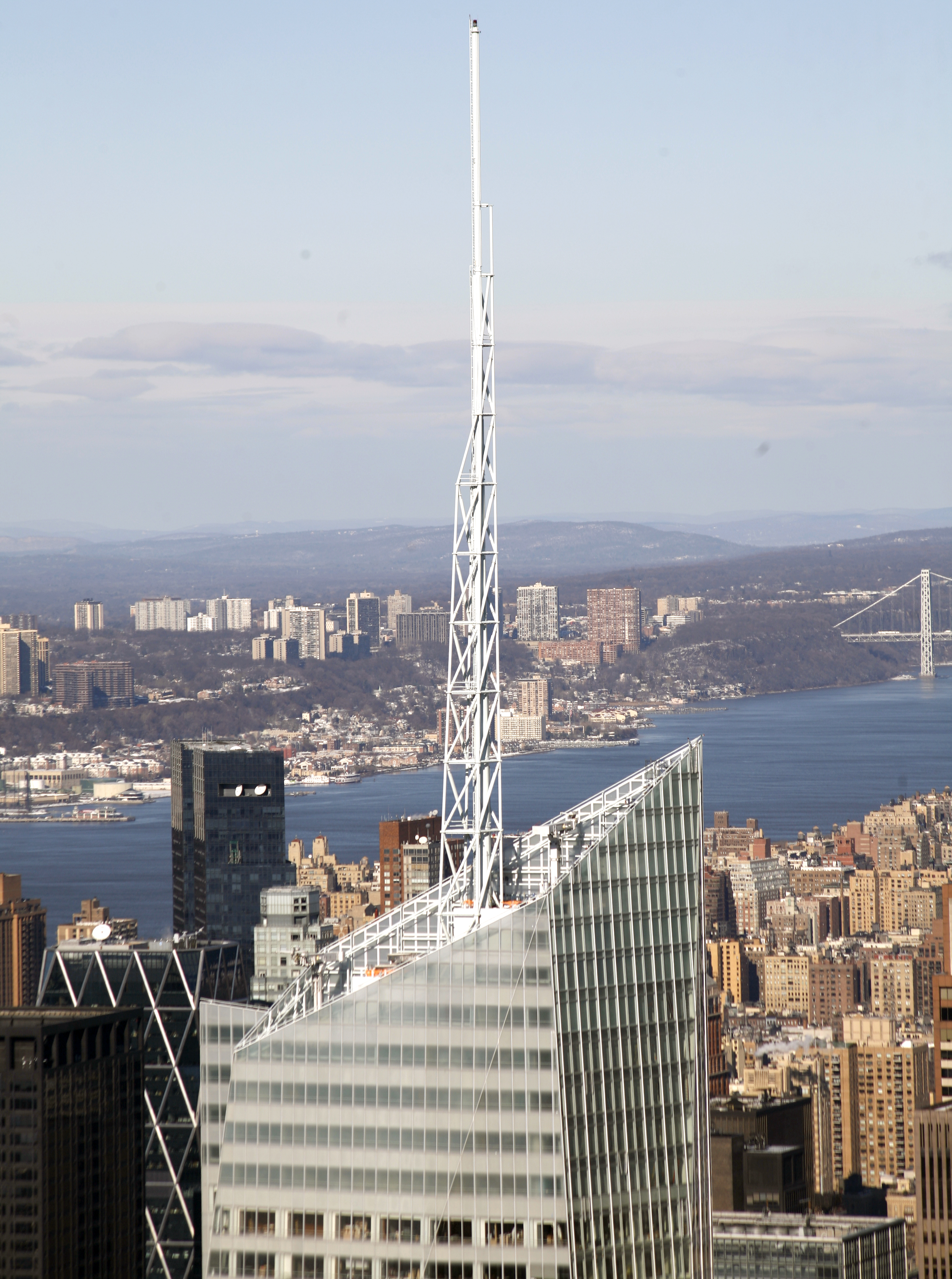
špička Bank of America Tower